# Pagão
Pagão, właśc. Paulo César de Araújo (ur. 7 października 1934 w Santosie – zm. 4 kwietnia 1991 w Santosie) – piłkarz brazylijski, występujący podczas kariery na pozycji napastnika.

## Kariera klubowa
Karierę piłkarską Pagão rozpoczął w klubie Portuguesa Santista Santos w 1954 roku. Najlepszy okres w jego karierze to gra w Santosie FC. Z Santosem sześciokrotnie zdobył mistrzostwo stanu São Paulo – Campeonato Paulista w 1955, 1956, 1958, 1960, 1961, 1962, Torneio Rio-São Paulo w 1959, Copa Libertadores 1962 oraz Puchar Interkontynentalny 1962. Drugim i ostatnim klubem w jego karierze było São Paulo FC. Z São Paulo FC wygrał turniej Torneio Rio-São Paulo w 1963 roku. Potem występował jeszcze w Jabaquarze i Portuguesa Santista.

## Kariera reprezentacyjna
W reprezentacji Brazylii Pagão zadebiutował 11 czerwca 1956 w towarzyskim meczu z reprezentacją Portugalii. Drugi i ostatni raz w reprezentacji wystąpił pięć dni później również w meczu z Portugalią.